# Hembygdskunskap
Hembygdskunskap var ett skolämne som infördes i folkskolan i Sverige med 1919 års undervisningsplan UPL 1919. I ämnet fick eleverna lära sig mer om sin hembygd. Hembygdskunskap var ett orienteringsämne och en form av lokal geografi, historia och samhällskunskap. I den svenska grundskolan brukade hembygdskunskap läsas i årskurs 3.

### Fotnoter
1. ↑  Kenny Lindquist (26 september 2003). ”Hembygdskunskap på farmors tid”. Helsingborgs dagblad. http://www.hd.se/2003-09-26/hembygdskunskap-pa-farmors-tid. Läst 17 juli 2016.